# عويسبة مستعرضة
عويسبة مستعرضة (الاسم العلمي:Eristalis transversa) هي نوع من الحشرات تتبع جنس العويسبة من فصيلة السرفات.